# Walter Browne
Walter Shawn Browne (Sydney, Austràlia, 10 de gener de 1949 - Las Vegas, Nevada, 24 de juny de 2015) fou un jugador d'escacs estatunidenc, que tenia el títol de Gran Mestre des de 1970. Va guanyar sis vegades el Campionat d'escacs dels Estats Units.
Tot i que va estar pràcticament inactiu des de juliol de 2010, a la llista d'Elo de la FIDE d'octubre de 2014, hi tenia un Elo de 2432 punts, cosa que en feia el jugador número 60 dels Estats Units. El seu màxim Elo va ser de 2678 punts, a la llista de maig de 1982.
|  |

## Primers anys
Browne era fill de pare estatunidenc i mare australiana. La seva família es va mudar a la zona de Nova York quan tenia tres anys. El 1973 es va traslladar a Califòrnia.

## Resultats destacats en competició
Va ser el jugador més dominant dels Estats Units en l'època immediatament posterior a Bobby Fischer, quan va obtenir èxits molt considerables.
En Browne va guanyar el campionat juvenil dels Estats Units el 1966. Va guanyar el Campionat d'Austràlia de 1969, i el mateix any va aconseguir el títol de Mestre Internacional, empatant per la primera plaça amb Renato Naranja al Torneig Zonal asiàtic a Singapur, on Browne hi va anar en representació d'Austràlia. Aquest resultat li va permetre guanyar una invitació a un torneig internacional de Grans Mestres a San Juan (Puerto Rico) de 1970, on va obtenir el títol de Gran Mestre Internacional empatant als llocs 2n-4t, amb Bruno Parma i Arthur Bisguier, per darrere del campió del món regnant Borís Spasski. El 1973 va vèncer l'edició inaugural del World Open a Nova York, amb 9 punts sobre 10. Posteriorment empatà al primer lloc en el mateix torneig dos cops, a la 7a edició el 1979 a Filadèlfia i deu anys més tard, el 1989 a la 17a edició, també a Filadèlfia.

### Sis vegades campió dels Estats Units
Walter Browne ha guanyat el Campionat d'escacs dels Estats Units sis vegades. Les seves victòries van ser a Chicago (1974) amb 9½/13, Oberlin (1975) amb 8½/13, Mentor (1977) amb 9/13, Greenville (1980) amb 7½/12, South Bend (1981) amb 9/14 i (1983) amb 9/13.
Els seus sis títols només han estat superats per Bobby Fischer i Samuel Reshevsky, tot i que dels seus sis títols, tres els guanyà empatats amb altres jugadors, (amb dos el 1980 i el 1983, i amb un el 1981), mentre que els vuit títols de Fischer foren guanyats en solitari i amb com a mínim un punt d'avantatge sobre el segon, i els de Reshevsky foren una combinació de cinc victòries en solitari i tres victòries després d'un matx de desempat, inclosa una victòria polèmica el 1942 quan en Reshevsky es va veure beneficiat per un error del director del torneig que li va concedir unes taules al torneig, i l'oportunitat de jugar un play-off que acabaria guanyant.

### Interzonals
Malgrat els seus triomfs locals, en Browne, va jugar molt per sota de la seva força en els tres Interzonals en què va representar els Estats Units i mai va estar a prop de classificar-se pel Torneig de Candidats. A l'Interzonal de Manila de 1976 hi va fer només 8½/19, ocupant la 15a plaça. En el de Las Palmas de 1982 va ser l'últim de 14 participants amb només 3/13. Finalment, en el de Taxco de 1985, va puntuar 6½/15 empatant als llocs 9è-13è.

### Participació en olimpíades
Generalment va tenir bones actuacions en les Olimpíades d'escacs, en què hi va participar sis cops, dues d'elles representant Austràlia i quatre els Estats Units, i guanyant-hi un total de cinc medalles, totes de bonze. La seva puntuació global fou de 55½/86 (+40 =31 -15), amb un 64½% dels punts. Els seus resultats detallats són:
- Siegen (1970), Primer tauler d'Austràlia, 14/19 (+10 =8 -1);
- Skopje (1972), Primer tauler d'Austràlia, 17½/22 (+15 =5 -2), medalla de bronze individual
- Niça (1974), Tercer tauler dels EUA, 10½/17 (+7 =7 -3), medalla de bronze per equips
- Buenos Aires (1978), Segon tauler dels EUA, 4½ / 9 (+3 =3 -3), medalla de bronze per equips
- Lucerna (1982), Primer tauler dels EUA, 5½/10 (+4 =3 -3), medalla de bronze per equips
- Tessalònica (1984), Quart tauler dels EUA, 3½ / 9 (+1 =5 -3), medalla de bronze per equips

## Dominació domèstica
Browne va tenir una presència dominant en els escacs estatunidencs en els anys 1970 i 1980s. A banda dels seus excel·lents resultats en el campionat dels Estats Units, també va guanyar el National Open onze vegades, l'American Open set, el World Open tres i el Campionat obert d'escacs dels Estats Units dues vegades (1971 i 1972).
Va gaudir de molts èxits internacionals des de principis dels anys 1970 fins a mitjan anys 80. Els seus primers torneigs internacionals destacats foren Venècia (1971), Wijk aan Zee (1974), Winnipeg (1974) (Campionat Panamericà), Lone Pine (1974), Campionat de la RFA, a Mannheim (1975), Reykjavík (1978), Wijk aan Zee (1980), Xile (1981), Indonèsia (1982) (un round-robin de 26 jugadors), l'Open de Nova York (1983), Gjøvik (1983) i Naestved (1985).
Nogensmenys, després de dominar el campionat dels Estats Units durant una dècada, Browne no va poder assolir el mateix nivell passat el 1983. En els següents campionats, va puntuar només 7½/17 (1984), 6½/13 (1985), 6/15 (1986), 6/13 (1987) i 6/15 (1989). El 1991 va guanyar el Campionat d'escacs obert del Canadà.
En els últims temps, ha guanyat el Campionat Obert Sènior dels Estats Units, el juny de 2005, i ha triomfat en més torneigs per sistema suís que cap altre jugador estatunidenc. Va ser inclòs en el Saló de la Fama dels escacs dels Estats Units el 2003.

## Estil
Browne tendia a gastar molt de temps en l'obertura i en les primeres jugades del mig joc, i consegüentment, sovint acaba tenint dificultats de temps. Això el porta a cometre errors, tot i que jugava raonablement bé en dificultats de temps, i el seu bon joc durant aquesta fase podia inquietar als seus oponents. Com a jugador de classe mundial d'escacs ràpids, el 1988 va formar la World Blitz Chess Association.
Browne ha estat també jugador de pòquer professional des 1966. Juga diverses vegades a la setmana a l'Oaks Club a Emeryville (Califòrnia) i el juny de 2007 va guanyar 189.960$ a la Sèrie Mundial de Pòquer.

## Partides notables
Aquesta és una de les millors partides de Browne, una brillant victòria contra l'MI Bernard Zuckerman:

Browne-Zuckerman, Nova York (1973): 
1.d4 d5 2.c4 e6 3.Cc3 Ae7 4.Cf3 Cf6 5.Ag5 O-O 6.e3 Cbd7 7.Ad3 dxc4 8.Axc4 c5 9.O-O a6 10.a4 cxd4 11.exd4 Cb6 12.Ab3 Ad7 13.Ce5 Ac6 14.Ac2 Cbd5 15.Ab1 Cb4 16.Te1 g6 17.Ah6 Te8 18.Ta3 Dd6 19.Ce2 Tad8 20.Th3 Dd5 21.Cf3 Da5 22.Cc3 Cbd5 23.Ce5 Cxc3 24.bxc3 Axa4 25.De2 Ad7 26.Ag5 Cd5 27.Cxf7 Axg5 28.Txh7 Cf6 29.Axg6 Cxh7 30.Dh5 Dxc3 31.Dxh7+ Rf8 32.Tf1 Dxd4 33.Ce5 Df4 34.Cxd7+ Txd7 35.Dh8+ Re7 36.Dxe8+ Rf6 37.Dxd7 Rxg6 38.Dxe6+ Af6 39.De8+ Rh6 40.g3 Db4 41.Te1 a5 42.Te6 Db2 43.Df7 Rg5 44.h4+ Rg4 45.Dg6+ Rh3 46.Df5# 1-0
Una altra brillant victòria, contra el GM Larry Christiansen:

Browne-Christiansen, Campionat d'escacs dels Estats Units (1977): 
1.d4 e6 2.c4 b6 3.d5 Aa6 4.e4 exd5 5.exd5 Cf6 6.Cc3 Ab4 7.De2+ Ae7 8.Dc2 c6 9.Ad3 b5 10.cxb5 cxb5 11.Cge2 b4 12.Ce4 Cxd5 13.O-O O-O 14.Td1 Da5 15.C2g3 g6 16.Ah6 Te8 17.Dd2 Cf6 18.Df4 Db6 19.Axa6 Cxa6 20.Td6 Axd6 21.Cxf6+ Rh8 22.Ag7+ Rxg7 23.Cgh5+ gxh5 24.Dg5+ Rh8 25.Dh6 Axh2+ 26.Rh1 Dxf6 27.Dxf6+ Rg8 28.Dg5+ Rh8 29.Df6+ Rg8 30.Dg5+ Rh8 31.Rxh2 Te6 32.Td1 Tg8 33.Df4 Teg6 34.g3 f6 35.Txd7 Cc5 36.Td6 h4 37.Dxh4 a5 38.Dd4 1-0